# 希爾斯伯勒 (喬治亞州)
希爾斯伯勒（英語：Hillsboro）是位於美國喬治亞州傑斯帕縣的一個非建制地區。該地的面積和人口皆未知。

## 地理
希爾斯伯勒的座標為33°10′47″N 83°38′28″W / 33.17972°N 83.64111°W，而該地的平均海拔高度為197米（即646英尺）。